# Temnora curtula
Temnora curtula är en fjärilsart som beskrevs av Rothschild och Jordan 1908. Temnora curtula ingår i släktet Temnora och familjen svärmare. Inga underarter finns listade i Catalogue of Life.